# Франц Щрос
Франц Щрос е чешки музикант в България.

## Биография
Роден е в Катовице през 1851 г. Католическите регистри за венчавка и за умрели променят родното му място от полския град Катовице в селището Катусице в Бохемия, близо до административния център Млада Болеслав.
Възпитаник е на Пражката консерватория и първостепенен инструменталист, предимно виолончелист.
През 1883 г. се установява в Русе. На 20 февруари 1884 г. сключва брак с австрийката Евелина, от която има 8 деца. През октомври 1884 г. започва изграждането на флотския оркестър.
Участва като доброволец в Сръбско-българската война, за което е удостоен с орден „За храброст“.
През 1886 г. за кратко е капелмайстор в Ловеч, следващата година в Свищов и през 1896 г. се установява окончателно в Русе.
Умира в Русе на 22 февруари 1917 г.